# Diadegma longicauda
Diadegma longicauda là một loài tò vò trong họ Ichneumonidae.